# Roxbury (New Hampshire)
Pour les articles homonymes, voir Roxbury.
Roxbury est une municipalité américaine située dans le comté de Cheshire au New Hampshire. Selon le recensement de 2010, sa population est de 229 habitants.

## Géographie
La municipalité s'étend sur 12,19 milles carrés (31,57 km2), dont 0,29 milles carrés (0,75 km2) d'étendues d'eau.

## Histoire
La municipalité est créée en 1812, après un premier échec en 1796. Elle rassemble une partie des communes voisines de Dublin, Marlborough et Packersfield. Elle doit son nom au village de Roxbury, qui fait aujourd'hui partie de Boston.